# Тодор Јовановић
Тодор Јовановић (Бешка, 25. јануар 1915 — Нови Сад, 4. јул 1964) био је друштвено-политички радник САП Војводине и председник Скупштине Новог Сада (1952—1956).

## Биографија
Рођен у Бешки 1915. године, завршио је гимназију у Сремским Карловцима, а права студирао у Београду од 1934. до 1939. Као интелигентном и способном руководиоцу, добром организатору, повераване су му разне одговорне дужности после ослобођења. Кад је било потребно обезбедити храну за изгладнелу земљу налазио се као директор на челу разгранатог предузећа "Житопромет". У кратком и плодотворном животу највише је у јавности био запажен на функцији председника Новог Сада. Дао је велики допринос визионарском усмеравању изградње града, а касније је, од 1960. до 1964. године, као први председник Савета Универзитета имао значајну улогу у његовом организовању и изградњи. Највећи урбанистички захват за време Јовановићевог мандата били су реконструкција и изградња желечничког чвора и измештање пруге са јужне на северну страну. Његова стална брига о овим пословима знатно је помогла да се за две године заврше пројекти друмско-желсчничког моста на Дунаву (1955-1956), да изградња започне 1957, да се убрзано изграђује нова железничка станица и пруга пресели на нову трасу, чиме су ослобођени терени за насипање и изградњу Универзитетског центра и стамбених насеља на Лиману.